# Hyun Sook-hee
Hyun Sook-hee est une judokate sud-coréenne née le 3 mars 1971.

## Biographie
Elle dispute les Jeux olympiques d'été de 1996 à Atlanta où elle remporte une médaille d'argent.

## Palmarès

### Jeux olympiques
- Jeux olympiques d'été de 1996 à Atlanta
  -  Médaille d'argent en -52 kg[1]

### Championnats du monde
- Championnats du monde de judo 1997
  -  Médaille de bronze en -52 kg